# Palacio de los Almirantes de Castilla
El palacio de los Almirantes fue un inmueble de la localidad española de Medina de Rioseco, en la provincia de Valladolid. Fue hogar de los almirantes de Castilla. Su construcción se remontaría a mediados del siglo XVI, tras la guerra de las Comunidades. Fue derribado, ya en ruinas, a mediados del siglo XIX. El edificio, que en palabras de García Escobar estaba construido en un estilo «gótico decadente», contaba en las jambas de su portada con una serie de puntas que recordaban a las de la Casa de los Picos de Segovia.

## Historia y descripción
Cuando terminó la guerra de las Comunidades de Castilla con el total triunfo de la monarquía una de las medidas tomadas por el rey Carlos I fue el desmantelamiento de las fortalezas de las villas. Fadrique Enríquez de Velasco, iv almirante de Castilla, obedeciendo el mandato, abandonó la suya en Medina de Rioseco y mandó levantar el palacio señorial que situó frente a la iglesia del convento de San Francisco que se edificó casi al mismo tiempo.
Siguiendo la descripción que hizo el escritor decimonónico español Ventura García Escobar en un ejemplar del Semanario Pintoresco Español del 6 de febrero de 1853 y a la vista de las ruinas que tuvo ocasión de contemplar se puede tener una idea de cómo fue aquel noble edificio: «El edificio se extendía desde el ángulo meridional del muro de la ciudad hasta cerca de la antigua puerta de la calle Mayor sirviéndole de punto de apoyo la cortina de fortificación...» Lo único que quedaba en pie cuando García Escobar lo vio y su compañero Cruz lo dibujó eran las ruinas de la puerta de acceso que desembocaba en un patio interior, de arco carpanel con grandes dovelas flanqueado por dos fondos de tablero. En las enjutas dos leones sobre pedestales unidos por una guirnalda. En el cuerpo superior un cuadrilátero con talla de escamas. En el centro el escudo heráldico de los almirantes con la corona ducal, el toisón de Borgoña y las águilas rampantes a ambos lados y a sus costados dos medallones circulares orlados de laurel en cuyos centros se distinguían dos figuras en bajorrelieve representando dos guerreros armados. A la izquierda quedaba en pie un resto de muro y los vestigios de una puerta del pasadizo que comunicaba el palacio con el convento de San Francisco. García Escobar termina la descripción diciendo «Lo demás no es otra cosa que escombros y desmoronamiento».
El historiador y escritor español José María Quadrado comentó y escribió en 1861 en la obra Recuerdos y bellezas de España estas ruinas. Su colaboración sobre este tema termina con un lamento por la injuria recibida:

¿Cómo ha venido al suelo la mansión opulenta de los señores de Rioseco, a cuya sombra creció tan rápidamente la villa, y que en vez de recuerdos de opresión y servidumbre no los despertaba más que de respeto y gratitud?

La fachada descrita cuyo dibujo en el Semanario Pintoresco Español tiene la firma de Cruz, desapareció hacia 1855. En 1858 ese lugar fue reemplazado por el parque de Osuna. Existe documentación de 1587 sobre obras de reforma en algunos lugares del palacio. Las obras fueron dirigidas por el arquitecto Juan de Hermosa ayudado por los carpinteros Pedro Hernández y Francisco Sahagún. El palacio fue incendiado y destruido después de la batalla de Moclín.